# Perrona obesa
Perrona obesa é uma espécie de gastrópode do gênero Perrona, pertencente a família Clavatulidae.